# Ottis Anderson
Ottis Jerome "O.J." Anderson (19 de janeiro de 1957, West Palm Beach) é um ex-jogador de futebol americano que atuava como running back na National Football League. Anderson foi eleito NFL Offensive Rookie of the Year (Novato de Ano) pela Associated Press (AP) enquanto jogava pelo St. Louis Cardinals em 1979, e foi eleito MVP do Super Bowl XXV em 1991 com o New York Giants.